# Artemis 4
Artemis 4 (ufficialmente Artemis IV) è la quarta missione pianificata del programma Artemis della NASA. La missione porterà quattro astronauti a bordo di un razzo Space Launch System e una navicella Orion verso la stazione spaziale lunare Lunar Gateway e mira ad eseguire il secondo allunaggio del programma Artemis. Il lancio è previsto per il settembre 2028.

## Missione

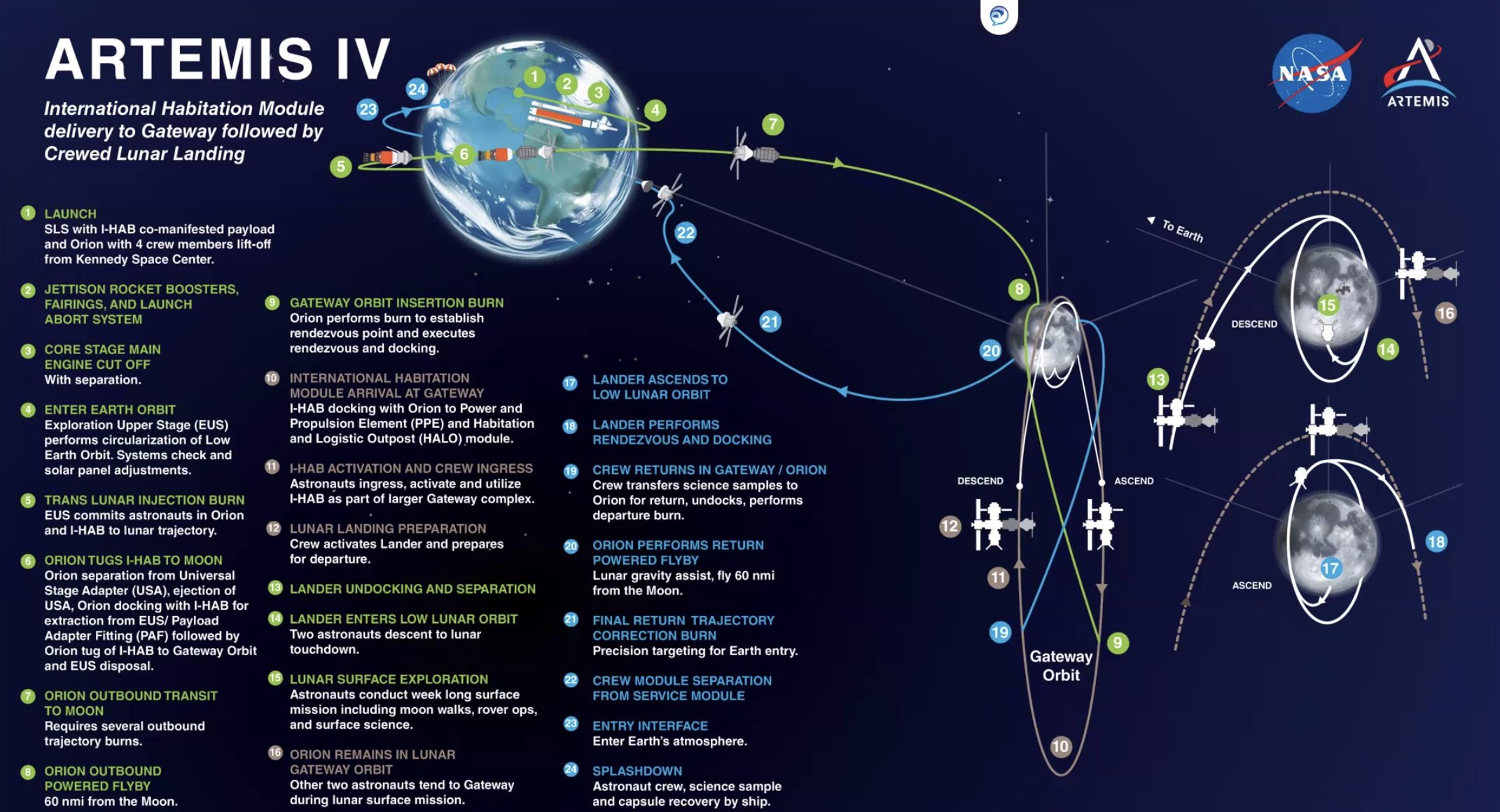
Piano di volo di Artemis IV

Logo missioni Artemis

L'obiettivo principale della missione sarà l'assemblaggio del Lunar Gateway. La missione consegnerà alla stazione spaziale il modulo habitat I-Hab, sviluppato dall'Agenzia Spaziale Europea e dall'agenzia spaziale giapponese JAXA. Il modulo sarà unito con i primi elementi di Gateway, l'elemento di alimentazione e propulsione e l'avamposto logistico e abitativo. Gli astronauti saliranno quindi a bordo di un'astronave HLS attraccata alla stazione e scenderanno sulla superficie lunare per una missione di più giorni. 
Artemis IV sarà anche il primo volo della versione Block 1B dello Space Launch System, che sostituirà l'Interim Cryogenic Propulsion Stage utilizzato nelle prime tre missioni Artemis con il più potente Exploration Upper Stage.

## Equipaggio
L'ESA ha indicato che uno dei propri obiettivi è avere un astronauta europea su Gateway con questa missione.

## Mezzi spaziali impiegati

### Space Launch System
Lo Space Launch System è un lanciatore super pesante utilizzato per lanciare la navicella spaziale Orion dalla Terra a un'orbita translunare. Questa sarà la prima missione Artemis a utilizzare un razzo SLS Block 1B con un Exploration Upper Stage avanzato per quattro missioni imminenti fino alla proposta Artemis 9, che utilizzerà SLS Block 2 con booster avanzati.

#### Orion Multi-Purpose Crew Vehicle
Orion è il veicolo di trasporto dell'equipaggio utilizzato da tutte le missioni Artemis. Comprende l'Orion Crew Module e l'European Service Module e trasporterà l'equipaggio dalla Terra all'orbita del Gateway, attraccherà al Gateway, consegnerà il modulo I-Hab al Gateway e lo riporterà sulla Terra.

##### Gateway
Gateway è una piccola stazione spaziale modulare che verrà stabilita in un'orbita halo quasi rettilinea nel 2028. I primi due elementi Gateway (Power and Propulsion Element e Habitation and Logistics Outpost) verranno lanciati insieme a bordo di uno SpaceX Falcon Heavy e trascorreranno un anno a spirale verso l'orbita dell'alone quasi rettilineo attorno alla luna prima di Artemis IV.

###### Human Landing System
Gli attuali piani della missione Artemis IV richiedono l'uso della configurazione SpaceX Human Lander System Option B per supportare l'atterraggio lunare e il ritorno alla fase Gateway della missione.

###### Mobile Launcher 2
La massa totale più pesante del veicolo SLS Block 1B richiede l'uso dell'attrezzatura di supporto a terra Mobile Launcher-2. Gli attuali programmi di sviluppo e le sfide incontrate dal team dell'appaltatore ML-2 nella progettazione e consegna del sistema hanno posto questo GSE sul percorso critico dal punto di vista del programma. I ritardi nella disponibilità per l'uso di ML-2 ritarderanno il lancio della variante SLS Block 1B. L'Office of Inspectior General (OIG) della NASA stima che il primo ML-2 sarà disponibile per Artemis IV nel novembre 2026.